# Munna antarctica
Munna antarctica är en kräftdjursart som först beskrevs av Pfeffer 1887.  Munna antarctica ingår i släktet Munna och familjen Munnidae. Inga underarter finns listade i Catalogue of Life.